# C. J. McCollum
Pour les articles homonymes, voir McCollum.
Christian James McCollum, né le 19 septembre 1991 à Canton dans l'Ohio, est un joueur américain de basket-ball. Il mesure 1,89 m et évolue au poste d'arrière voire de meneur pour les Wizards de Washington.

## Carrière

### Trail Blazers de Portland (2013-2022)

#### Saison 2013-2014
Malgré sa blessure en fin de carrière universitaire avec Lehigh, McCollum devient le premier joueur de cette université à être drafté en NBA quand il est sélectionné à la 10e position par les Trail Blazers de Portland. Le 11 juillet 2013, il signe un contrat rookie avec les Trail Blazers et participe à la NBA Summer League 2013 qu'il termine avec 21 points et 4 rebonds en moyenne par match.
Lors du rassemblement du Rookie Program avec les rookies de 2013 réunis pour la séance photo annuelle, les rookies votent McCollum en co-favori avec Victor Oladipo pour le titre de rookie de l'année. Durant les six premières semaines de la saison, McCollum ne joue pas en raison d'une fracture au niveau du pied lors du camp d’entraînement de Portland. Le 1er janvier 2014, il est envoyé en D-League chez le Stampede de l'Idaho. Après avoir été rappelé par les Trail Blazers le 5 janvier, McCollum fait ses débuts en NBA trois jours plus tard en marquant quatre points lors de la victoire des siens 110 à 94 contre le Magic d'Orlando. Le 8 février, il réalise son meilleur match de la saison en terminant la rencontre avec 19 points lors de la victoire des siens 117 à 110 contre les Timberwolves du Minnesota.

#### Saison 2014-2015
Le 27 octobre 2014, les Trail Blazers exercent leur option sur la troisième année du contrat rookie de McCollum, le prolongeant jusqu'à la fin de la saison 2015-2016.
Le 29 avril 2015, McCollum bat son record de points en carrière avec 33 unités lors du cinquième match du premier tour des playoffs contre les Grizzlies de Memphis.

#### Saison 2015-2016
Le 30 septembre 2015, les Trail Blazers exercent leur option sur la quatrième année du contrat rookie de McCollum, le prolongeant jusqu'à la fin de la saison 2016-2017. Avec les départs de Nicolas Batum, LaMarcus Aldridge, Wesley Matthews et Robin Lopez, McCollum devient l'arrière titulaire de l'équipe, aux côtés du meneur Damian Lillard.
Le 28 octobre 2015, McCollum bat son record de points en carrière avec 37 unités (dont 22 points dans le troisième quart-temps) et contribue à la victoire des Trail Blazers 112 à 94 contre les Pelicans de La Nouvelle-Orléans. Fin décembre 2015, avec la blessure de Lillard, McCollum est déplacé au poste de meneur. Le 27 décembre 2015, lors de la victoire des siens 98 à 94 contre les Kings de Sacramento, il termine la rencontre à une unité du triple-double, avec 35 points, 11 rebonds et 9 passes décisives. Sur les 29 dernières années, aucun joueur des Blazers n'a réalisé des statistiques aussi proche du triple-double de McCollum. Clyde Drexler a terminé une rencontre avec au moins 34 points, 11 rebonds et 9 passes décisives à cinq occasions. À partir du 4 janvier 2016, McCollum reprend son poste d'arrière après le retour de Lillard de blessure.
Le 22 avril 2016, McCollum reçoit le titre de joueur ayant le plus progressé, NBA Most Improved Player (MIP), succédant ainsi à Jimmy Butler.

#### Saison 2017-2018
Le 31 janvier 2018, C.J. McCollum inscrit 50 points (record en carrière) face aux Bulls de Chicago, en seulement trois quart temps.

#### Saison 2018-2019
Le 12 novembre 2018, il est nommé joueur de la conférence Ouest de la semaine du 5 au 11 novembre avec des moyennes de 25.7 points, 4.3 rebonds et 3 passes en trois matches.

#### Saison 2019-2020
Le 30 juillet 2019, McCollum prolonge son contrat pour 100 millions de dollars sur trois ans, le liant avec les Trail Blazers jusqu'en 2024.

### Pelicans de la Nouvelle-Orléans (2022-2025)
En février 2022, McCollum se fait échanger, accompagné de Tony Snell et Larry Nance Jr. qui sont transférés vers les Pelicans de La Nouvelle-Orléans en échange de Josh Hart, Nickeil Alexander-Walker, Tomáš Satoranský, Didi Louzada, un premier, et deux seconds tour de draft.
Il reçoit le J. Walter Kennedy Citizenship Award lors de la saison 2023-2024 pour les services rendus et son action envers la communauté au sens général et envers les populations dans le besoin en particulier.

### Wizards de Washington (depuis 2025)
En juin 2025, il est transféré en direction des Wizards de Washington avec Kelly Olynyk contre Jordan Poole et Saddiq Bey.

## Statistiques

### Universitaires
| Saison    | Équipe   | Matchs | Titul. | Min./m | % Tir | % 3pts | % LF | Rbds/m. | Pass/m. | Int/m. | Ctr/m. | Pts/m. |
| --------- | -------- | ------ | ------ | ------ | ----- | ------ | ---- | ------- | ------- | ------ | ------ | ------ |
| 2009-2010 | Lehigh   | 33     | 31     | 31,9   | 45,9  | 42,1   | 81,0 | 5,00    | 2,39    | 1,30   | 0,21   | 19,12  |
| 2010-2011 | Lehigh   | 31     | 31     | 34,6   | 39,9  | 31,5   | 84,5 | 7,81    | 2,16    | 2,48   | 0,68   | 21,84  |
| 2011-2012 | Lehigh   | 35     | 34     | 33,1   | 44,3  | 34,1   | 81,1 | 6,57    | 3,54    | 2,60   | 0,54   | 21,89  |
| 2012-2013 | Lehigh   | 12     | 12     | 31,1   | 49,5  | 51,6   | 84,9 | 5,00    | 2,92    | 1,42   | 0,33   | 23,92  |
| Carrière  | Carrière | 111    | 108    | 32,9   | 44,0  | 37,7   | 82,5 | 6,28    | 2,75    | 2,05   | 0,46   | 21,27  |

### NBA

#### Saison régulière
| Meilleure progression de l'année |

| Saison    | Équipe              | Matchs | Titul. | Min./m | % Tir | % 3pts | % LF | Rbds/m. | Pass/m. | Int/m. | Ctr/m. | Pts/m. |
| --------- | ------------------- | ------ | ------ | ------ | ----- | ------ | ---- | ------- | ------- | ------ | ------ | ------ |
| 2013-2014 | Portland            | 38     | 0      | 12,5   | 41,6  | 37,5   | 67,6 | 1,26    | 0,71    | 0,37   | 0,05   | 5,29   |
| 2014-2015 | Portland            | 62     | 3      | 15,7   | 43,6  | 39,6   | 69,9 | 1,47    | 1,03    | 0,69   | 0,13   | 6,84   |
| 2015-2016 | Portland            | 80     | 80     | 34,7   | 44,8  | 41,7   | 82,7 | 3,24    | 4,26    | 1,21   | 0,29   | 20,82  |
| 2016-2017 | Portland            | 80     | 80     | 34,9   | 48,0  | 42,1   | 91,2 | 3,61    | 3,56    | 0,90   | 0,53   | 22,96  |
| 2017-2018 | Portland            | 81     | 81     | 36,1   | 44,3  | 39,7   | 83,6 | 3,96    | 3,36    | 0,95   | 0,43   | 21,38  |
| 2018-2019 | Portland            | 70     | 70     | 33,9   | 45,9  | 37,5   | 82,8 | 4,03    | 2,96    | 0,79   | 0,40   | 20,97  |
| 2019-2020 | Portland            | 70     | 70     | 36,5   | 45,1  | 37,9   | 75,7 | 4,24    | 4,43    | 0,77   | 0,60   | 22,23  |
| 2020-2021 | Portland            | 47     | 47     | 34,0   | 45,8  | 40,2   | 81,2 | 3,94    | 4,74    | 0,94   | 0,45   | 23,13  |
| 2021-2022 | Portland            | 36     | 36     | 35,2   | 43,6  | 38,4   | 70,6 | 4,30    | 4,50    | 1,00   | 0,60   | 20,50  |
| 2021-2022 | La Nouvelle-Orléans | 26     | 26     | 33,8   | 49,3  | 39,4   | 66,7 | 4,50    | 5,80    | 1,30   | 0,00   | 24,30  |
| 2022-2023 | La Nouvelle-Orléans | 75     | 75     | 35,3   | 43,7  | 38,9   | 76,9 | 4,40    | 5,70    | 0,90   | 0,50   | 20,90  |
| 2023-2024 | La Nouvelle-Orléans | 66     | 66     | 32,7   | 45,9  | 42,9   | 82,7 | 4,30    | 4,60    | 0,90   | 0,60   | 20,00  |
| 2024-2025 | La Nouvelle-Orléans | 56     | 56     | 32,7   | 44,4  | 37,3   | 71,7 | 3,80    | 4,10    | 0,80   | 0,40   | 21,10  |
| Carrière  | Carrière            | 787    | 690    | 32,1   | 45,3  | 39,7   | 79,9 | 3,60    | 3,80    | 0,90   | 0,40   | 19,60  |

Dernière mise à jour le 16 mai 2025.

#### Playoffs
| Saison   | Équipe              | Matchs | Titul. | Min./m | % Tir | % 3pts | % LF  | Rbds/m. | Pass/m. | Int/m. | Ctr/m. | Pts/m. |
| -------- | ------------------- | ------ | ------ | ------ | ----- | ------ | ----- | ------- | ------- | ------ | ------ | ------ |
| 2014     | Portland            | 6      | 0      | 4,0    | 9,1   | 0,0    | 100,0 | 0,17    | 0,00    | 0,00   | 0,00   | 0,67   |
| 2015     | Portland            | 5      | 1      | 33,2   | 47,8  | 47,8   | 76,9  | 4,00    | 0,40    | 1,20   | 0,20   | 17,00  |
| 2016     | Portland            | 11     | 11     | 40,2   | 42,6  | 34,5   | 80,4  | 3,64    | 3,27    | 0,91   | 0,45   | 20,45  |
| 2017     | Portland            | 4      | 4      | 35,1   | 40,0  | 50,0   | 93,8  | 6,00    | 1,00    | 1,00   | 0,50   | 22,50  |
| 2018     | Portland            | 4      | 4      | 38,9   | 51,9  | 42,3   | 76,9  | 2,00    | 3,50    | 1,25   | 0,25   | 25,25  |
| 2019     | Portland            | 16     | 16     | 39,7   | 44,0  | 39,3   | 73,2  | 5,00    | 3,69    | 0,81   | 0,62   | 24,69  |
| 2020     | Portland            | 5      | 5      | 39,2   | 44,4  | 37,1   | 68,2  | 5,80    | 3,20    | 1,20   | 0,40   | 23,20  |
| 2021     | Portland            | 6      | 6      | 39,9   | 43,9  | 33,3   | 76,9  | 6,00    | 4,33    | 0,33   | 0,67   | 20,67  |
| 2022     | La Nouvelle-Orléans | 6      | 6      | 39,0   | 39,2  | 33,3   | 69,2  | 6,70    | 4,80    | 0,70   | 0,80   | 22,20  |
| 2024     | La Nouvelle-Orléans | 4      | 4      | 36,9   | 41,9  | 24,1   | 100,0 | 4,80    | 4,80    | 1,80   | 0,80   | 17,80  |
| Carrière | Carrière            | 67     | 57     | 35,5   | 43,3  | 36,8   | 76,6  | 4,40    | 3,10    | 0,90   | 0,50   | 20,10  |

Dernière mise à jour le 3 novembre 2024.

## Records sur une rencontre en NBA
Les records personnels de C.J. McCollum en NBA sont les suivants, :
| Type de statistique        | Saison régulière | Saison régulière           | Saison régulière | Playoffs | Playoffs                 | Playoffs      |
| Type de statistique        | Record           | Adversaire                 | Date             | Record   | Adversaire               | Date          |
| -------------------------- | ---------------- | -------------------------- | ---------------- | -------- | ------------------------ | ------------- |
| Points                     | 50               | 2 fois                     | 2 fois           | 41       | 2 fois                   | 2 fois        |
| Paniers marqués            | 18               | 2 fois                     | 2 fois           | 17       | @ Nuggets de Denver      | 12 mai 2019   |
| Paniers tentés             | 31               | @ Warriors de Golden State | 4 janvier 2017   | 39       | Nuggets de Denver        | 3 mai 2019    |
| Paniers à 3 points réussis | 11               | Sixers de Philadelphie     | 30 décembre 2022 | 7        | @ Grizzlies de Memphis   | 29 avril 2015 |
| Paniers à 3 points tentés  | 16               | 4 fois                     | 4 fois           | 12       | Lakers de Los Angeles    | 22 août 2020  |
| Lancers francs réussis     | 14               | 76ers de Philadelphie      | 28 décembre 2017 | 8        | Grizzlies de Memphis     | 25 avril 2015 |
| Lancers francs tentés      | 14               | 76ers de Philadelphie      | 28 décembre 2017 | 12       | Warriors de Golden State | 18 mai 2019   |
| Rebonds offensifs          | 4                | 3 fois                     | 3 fois           | 4        | 2 fois                   | 2 fois        |
| Rebonds défensifs          | 10               | 2 fois                     | 2 fois           | 8        | 2 fois                   | 2 fois        |
| Rebonds totaux             | 11               | 3 fois                     | 3 fois           | 9        | 3 fois                   | 3 fois        |
| Passes décisives           | 12               | 2 fois                     | 2 fois           | 9        | @ Suns de Phoenix        | 19 avril 2022 |
| Interceptions              | 5                | 2 fois                     | 2 fois           | 4        | Nuggets de Denver        | 3 mai 2019    |
| Contres                    | 4                | Kings de Sacramento        | 4 décembre 2019  | 2        | 6 fois                   | 6 fois        |
| Balles perdues             | 8                | @ Grizzlies de Memphis     | 13 novembre 2015 | 6        | @ Lakers de Los Angeles  | 29 août 2020  |
| Minutes jouées             | 46               | Grizzlies de Memphis       | 31 juillet 2020  | 60       | Nuggets de Denver        | 3 mai 2019    |

- Double-double : 22
- Triple-double : 1

Dernière mise à jour : 3 avril 2024

## Salaires
| Année       | Équipe                          | Salaire       |
| ----------- | ------------------------------- | ------------- |
| 2013-2014   | Trail Blazers de Portland       | 2 316 720 $   |
| 2014-2015   | Trail Blazers de Portland       | 2 421 000 $   |
| 2015-2016   | Trail Blazers de Portland       | 2 525 160 $   |
| 2016-2017   | Trail Blazers de Portland       | 3 219 579 $   |
| 2017-2018   | Trail Blazers de Portland       | 23 962 573 $  |
| 2018-2019   | Trail Blazers de Portland       | 25 759 766 $  |
| 2019-2020   | Trail Blazers de Portland       | 27 556 959 $  |
| 2020-2021   | Trail Blazers de Portland       | 29 354 152 $  |
| 2021-2022   | Pelicans de La Nouvelle-Orléans | 30 864 198 $  |
| 2022-2023   | Pelicans de La Nouvelle-Orléans | 33 333 333 $  |
| 2023-2024   | Pelicans de La Nouvelle-Orléans | 35 802 469 $  |
| 2024-2025   | Pelicans de La Nouvelle-Orléans | 33 333 333 $  |
| Total Gains | Total Gains                     | 250 449 242 $ |
| 2025-2026   | Wizards de Washington           | 30 666 666 $  |